# Chcę znać swój grzech...
"Chcę znać swój grzech..." ("Eu quero saber o meu pecado...) foi a canção que representou a Polónia no Festival Eurovisão da Canção 1996 que teve lugar em Oslo, Noruega no dia 18 de maio de 1996.
A referida canção foi interpretada em polaco por Kasia Kowalska. Foi a vigésima canção a ser interpretada na noite do evento, a seguir à canção islandesa "Sjúbídú", interpretada por Anna Mjöll e antes da canção bósnia "Za našu ljubav", cantada por Amila Glamočak. terminou a competição em décimo-quinto lugar, tendo recebido um total de 31 pontos. No ano seguinte, em 1997, a Polónia foi representada por Anna Maria Jopek que interpretou o tema  "Ale jestem".

## Autores
- Letrista: Kasia Kowalska
- Compositor: Robert Amirian
- Orquestrador: Wieslaw Pieregorólka

## Letra
A canção é uma balada dramática com Kowalska perguntando ao seu amante qual a razão para a sua frieza perante ela. Ela refere essa razão como o "meu pecado" e pede a ele para lhe dizer "Só uma vez/Antes de perder", referindo que se ela o souber ela irá redobrar os seus esforços para amá-lo.

## Versões
Kowalska gravou uma versão em inglês, intitulada "Why should I... "

## Vídeo
O vídeo promocional da canção mostra Kasia cantando numa igreja, rodeada por velas.